# Lago Mármara
El lago Mármara (en turco: Marmara Gölü) es un lago de Turquía localizado en la provincia de Manisa. Se emplaza en la llanura aluvial del río Gediz, a 79 m s. n. m., y cuenta con una superficie de 44,50 km². Su entorno tiene gran importancia para las aves además de ser utilizado para la pesca, la irrigación y distintas actividades recreacionales a nivel provincial. Fue declarado como área importante para las aves por BirdLife International.

## Historia
En la Antigüedad fue llamado Gigeo por Homero, y fue conocido porque cerca de él se encuentran los sepulcros de varios reyes lidios, en forma de túmulos. Posteriormente recibió el nombre de Coloe y, después, de Mermere, antes de recibir su denominación actual. Su nombre actual deriva de la cercana población de Gölmarmara.